# Franciszek Krysta
Franciszek Krysta (ur. 1 października 1930 w Kaniowie, zm. 1986) – polski działacz partyjny i państwowy, w latach 1975–1981 wicewojewoda częstochowski.

## Życiorys
Syn Wiktora i Tekli. W 1952 wstąpił do Polskiej Zjednoczonej Partii Robotniczej. Związał się początkowo z Komitetem Powiatowym partii w Kłobucku, należał do jego plenum i egzekutywy, a od 1966 do 1972 był sekretarzem ds. rolnych. Później związany z władzami Komitetu Miasta i Powiatu PZPR w Częstochowie, od 1972 do 1975 pozostawał w nim sekretarzem. Od utworzenia województwa częstochowskiego należał do Komitetu Wojewódzkiego PZPR w Częstochowie, w latach 1975–1979 zasiadał w jego egzekutywie. Jednocześnie od 1 czerwca 1975 do 16 lutego 1981 pełnił funkcję wicewojewody częstochowskiego.
Zmarł w 1986 roku i został pochowany na cmentarzu Kule w Częstochowie.